# Com sona l'ESO

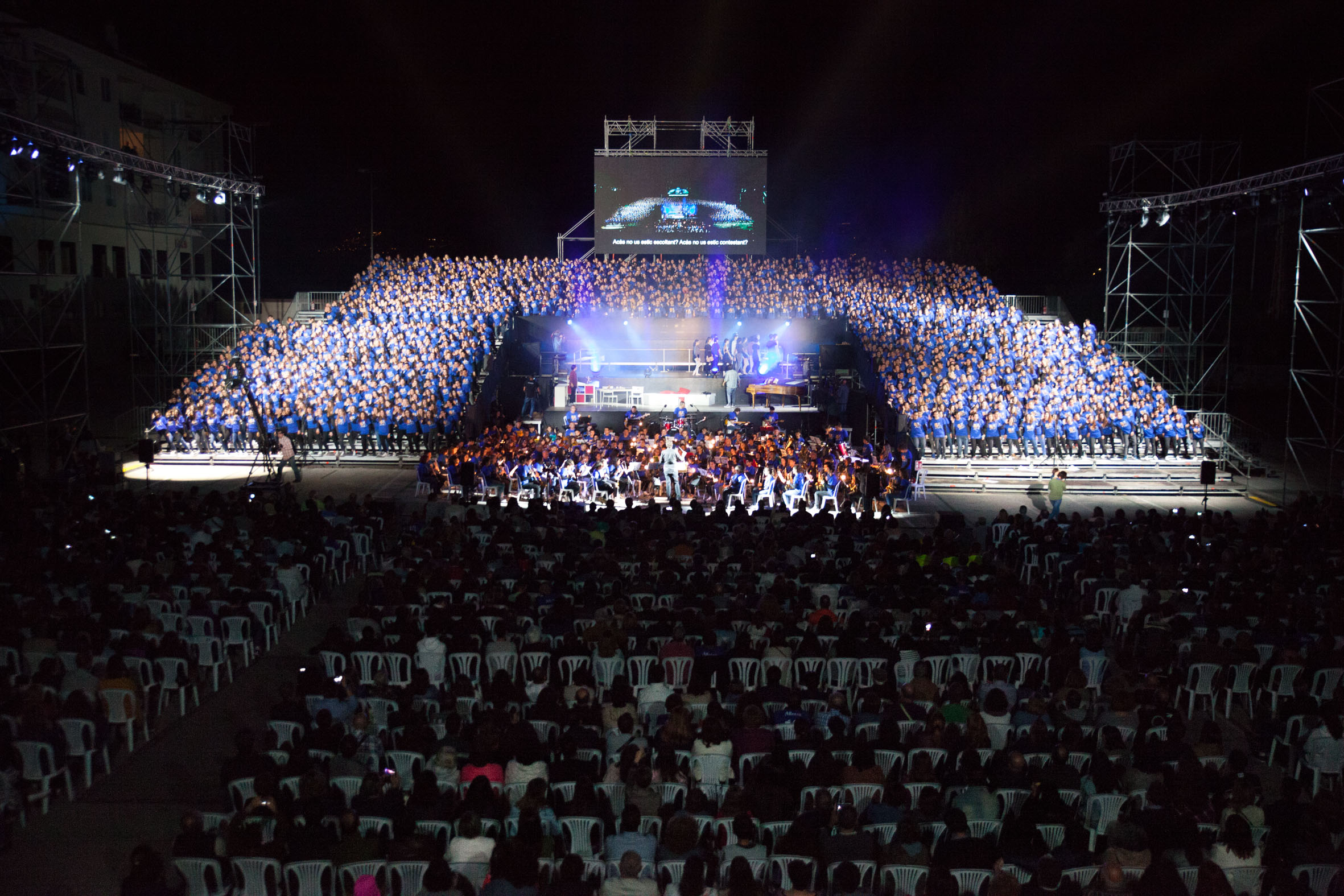
Concierto, Altea 2017

Com sona l'ESO (CSE) es un evento artístico musical anual que dura unos tres días que pretende visibilizar la tarea de la educación musical a los institutos de secundaria catalanes, baleares y valencianos. Apareció el 2000 de mano de algunos profesores de música valencianos que ejercían su tarea docente en la Comunidad Valenciana, Cataluña y las Islas Baleares. Este entusiasmo los empujó a unir las propuestas que trabajaban en el aula para dar a conocer todo el que se podía conseguir con alumnos de cualquier condición social, cultura y nivel académico con el común denominador de una materia: la música.

### Nacimiento
Com sona l'ESO es un proyecto nacido en 2000 con el entusiasmo de algunos profesores y profesoras de música valencianos que ejercían su tarea docente en la Comunidad Valenciana, Cataluña y las Islas Baleares. Este entusiasmo los hizo a unir las propuestas que trabajaban en el aula para dar a conocer todo lo que se podía conseguir con alumnos de cualquier condición social, cultural y de nivel académico con el común denominador de una materia cómo es la música, a la cual se le da muchas veces poca importancia.
Según los organizadores, "CSE tiene la finalidad de sacar fuera de las cuatro paredes del aula todo el trabajo diario efectuado por profesorado y alumnado y ofrecer al alumnado la oportunidad de experimentar en primera persona el placer que representa hacer música en directo encima de un escenario".

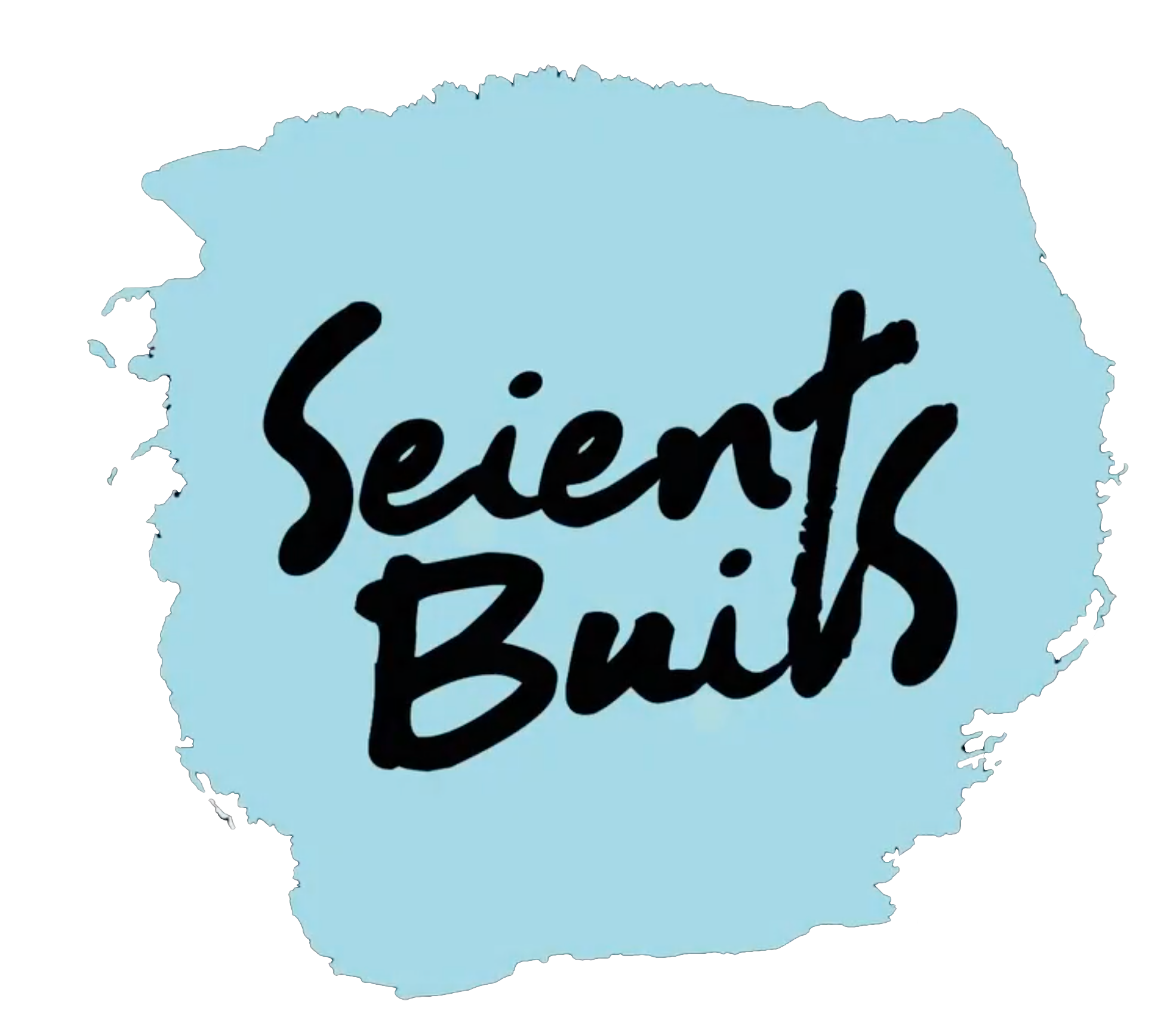
Logotipo del encuentro de 2019

### Encuentros celebrados
| Edición | Año  | Localización                       | Nombre de la obra                        |
| ------- | ---- | ---------------------------------- | ---------------------------------------- |
| 1.ª     | 2000 | Onteniente                         | I trobada de música a l'ESO              |
| 2.ª     | 2001 | Vandellós y Hospitalet del Infante | II Trobada de música                     |
| 3.ª     | 2002 | Torrente                           | CSE als pobles de la mediterrània        |
| 4.ª     | 2003 | Gandesa                            | 4.ª Trobada de música a l'ESO            |
| 5.ª     | 2004 | Ayelo de Malferit                  | 5.ª Trobada de música a l'ESO            |
| 6.ª     | 2005 | Mallorca                           | Un viatge a l'ànima del so               |
| 7.ª     | 2006 | Benicasim                          | CSE y Obrint Pas                         |
| 8.ª     | 2007 | Barcelona                          | CSE y la música catalana, con Obrint Pas |
| 9.ª     | 2008 | Carcagente                         | CSE con Feliu Ventura                    |
| 10.ª    | 2009 | Denia                              | CSE con Nach y La Gossa Sorda            |
| 11.ª    | 2010 | La Ametlla de Mar                  | Dona creadora                            |
| 12.ª    | 2011 | Morella                            | Jazzpower                                |
| 13.ª    | 2012 | San Carlos de la Rápita            | CSE, el musical                          |
| 14.ª    | 2013 | Cocentaina                         | Mariola i el foc                         |
| 15.ª    | 2014 | Torroella de Montgrí               | Qualsevol nit pot sortir el sol          |
| 16.ª    | 2015 | Jávea                              | Yesterday?                               |
| 17.ª    | 2016 | Valencia                           | M1S1M                                    |
| 18.ª    | 2017 | Altea                              | Frankestein a la platja                  |
| 19.ª    | 2018 | Amposta                            | Max Planck vs Medusa Vol IV              |
| 20.ª    | 2019 | Castalla                           | Seients Buits                            |
| 21.ª    | 2023 | Altea                              | La Persona Més Feliç Del Món             |
| 22.ª    | 2024 | Altea                              | Comediant                                |

Anualmente se celebra un encuentro de alumnos y profesores de música de institutos de secundaria públicos que durante cuatro días conviven para llevar a cabo diferentes retos musicales. Uno de los acontecimientos más relevantes de estos encuentros es un gran concierto conjunto, en el que participan casi de 1500 alumnos entre 12 y 17 años.